# Joey Florez
Joey Florez (Nueva York, 2 de agosto de 1993) es un erudito y crítico cultural estadounidense.

## Fondo
Florez nació en Nueva York, Estados Unidos en 1993. Es pariente del político colombiano Oswaldo Darío Martínez Betancourt.
Florez estudió psicología aplicada y psicología forense. Como experto, ha discutido en la radio estadounidense e internacional temas relacionados con el bienestar, cuestiones sociales, cultura popular y cultura carcelaria.
Es miembro honorario de Phi Kappa Phi, Psi Chi y pertenece a organizaciones como la Asociación Nacional de Justicia Penal y la Academia de Ciencias de la Justicia Penal en los Estados Unidos.

## Libros
- Una Breve Introducción a la Psicología (2023). ISBN 9798218173616, OCLC 1500587852
- La Psicología de los UAP (2024). ISBN 9798218566302, OCLC 1499546165
- Psicología y Correcciones (2025).